# Mitchell Langerak
Mitchell James Langerak  (Emerald, 22 augustus 1988) is een Australisch voetballer die als doelman speelt. Hij verruilde in januari 2018 Levante UD voor Nagoya Grampus.

## Clubcarrière

### Melbourne Victory
In 2007 tekende Langerak zijn eerste profcontract bij Melbourne Victory. Enkele maanden later werd hij uitgeleend aan South Melbourne. Toen zijn uitleenperiode voorbij was, ging hij weer verder bij Victory als derde doelman.
Nadat Galeković naar Adelaide United was vertrokken, werd Langerak tweede doelman na Michael Theoklitos. Hij maakte zijn debuut voor Victory op 20 januari 2008 tegen Sydney, deze wedstrijd eindigde in een 2-2 gelijkspel.
Toen ook Theoklitos de club in de zomer van 2009 verlaten had, kwam de kans voor Langerak om eerste doelman te zijn. Victory had echter net een contract afgesloten met de Nieuw-Zeelandse doelman Glen Moss. In eerste instantie kreeg Moss de basisplek, maar na een 0-4 nederlaag thuis tegen Central Coast Mariners werd deze plek aan Langerak gegeven voor de rest van het seizoen.

### Borussia Dortmund
Na 21 wedstrijden in het doel van Melbourne Victory werd hij verkocht aan het Duitse Borussia Dortmund. Na drie biedingen gingen de Australiërs uiteindelijk akkoord met het bod van de Duitsers. Langerak tekende een vierjarig contract bij Die Borussen. Sindsdien is Langerak tweede keus bij Borussia Dortmund na routinier Roman Weidenfeller. Op 26 februari 2011 maakte hij zijn debuut voor Borussia Dortmund als vervanger van de geblesseerde Weidenfeller tegen Bayern München. Borussia Dortmund won de wedstrijd met 3–1. Op 12 mei 2012 verving hij na 32 minuten de geblesseerde Weidenfeller in de DFB-Pokal tegen datzelfde Bayern München. Borussia Dortmund won de wedstrijd met 5–2 en Langerak won zo zijn tweede prijs met de club, na de titel in 2011.

### VfB Stuttgart
Langerak tekende in juni 2015 een contract tot medio 2018 bij VfB Stuttgart, de nummer veertien van de Bundesliga in het voorgaande seizoen.

### Levante en Nagoya Grampus
Medio 2017 ging Langerak naar het Spaanse Levante UD. Daar werd hij reservedoelman en in januari 2018 ging hij naar het Japanse Nagoya Grampus.

## Interlandcarrière
In 2006 hoorde Langerak bij de selectie van het Australische team voor het AFC-jeugdkampioenschap, maar hij moest na de openingswedstrijd zijn plek in het doel afstaan aan Tando Velaphi.
In maart 2011 werd er voor het eerst een beroep op Langerak gedaan voor het nationaal A-elftal voor een vriendschappelijk duel tegen Duitsland in Mönchengladbach. Zijn interlanddebuut was een vriendschappelijke wedstrijd tegen Frankrijk in oktober 2013, die eindigde in een 0–6 nederlaag. Langerak nam in juni 2017 met Australië als reservedoelman deel aan de FIFA Confederations Cup in Rusland, waar in de groepsfase eenmaal werd verloren en tweemaal werd gelijkgespeeld.
| Interlands van Mitchell Langerak voor Australië | Interlands van Mitchell Langerak voor Australië | Interlands van Mitchell Langerak voor Australië | Interlands van Mitchell Langerak voor Australië | Interlands van Mitchell Langerak voor Australië | Interlands van Mitchell Langerak voor Australië | Interlands van Mitchell Langerak voor Australië |
| №                                               | Datum                                           | Wedstrijd                                       | Uitslag                                         | Soort wedstrijd                                 | Doelpunten                                      |                                                 |
| Als speler bij Borussia Dortmund                | Als speler bij Borussia Dortmund                | Als speler bij Borussia Dortmund                | Als speler bij Borussia Dortmund                | Als speler bij Borussia Dortmund                | Als speler bij Borussia Dortmund                | Als speler bij Borussia Dortmund                |
| ----------------------------------------------- | ----------------------------------------------- | ----------------------------------------------- | ----------------------------------------------- | ----------------------------------------------- | ----------------------------------------------- | ----------------------------------------------- |
| 1.                                              | 11 oktober 2013                                 | Frankrijk – Australië                           | 6 – 0                                           | Vriendschappelijk                               |                                                 |                                                 |
| 2.                                              | 15 oktober 2013                                 | Canada – Australië                              | 0 – 3                                           | Vriendschappelijk                               |                                                 |                                                 |
| 3.                                              | 5 maart 2014                                    | Australië – Ecuador                             | 3 – 4                                           | Vriendschappelijk                               |                                                 |                                                 |
| 4.                                              | 8 september 2014                                | Saoedi-Arabië – Australië                       | 2 – 3                                           | Vriendschappelijk                               |                                                 |                                                 |
| 5.                                              | 14 oktober 2014                                 | Qatar – Australië                               | 1 – 0                                           | Vriendschappelijk                               |                                                 |                                                 |
| 6.                                              | 30 maart 2015                                   | Macedonië – Australië                           | 0 – 0                                           | Vriendschappelijk                               |                                                 |                                                 |
| Als speler bij VfB Stuttgart                    |                                                 |                                                 |                                                 |                                                 |                                                 |                                                 |
| 7.                                              | 23 maart 2017                                   | Irak – Australië                                | 1 – 1                                           | Kwalificatie WK 2018                            |                                                 |                                                 |
| 8.                                              | 13 juni 2017                                    | Australië – Brazilië                            | 0 – 4                                           | Vriendschappelijk                               |                                                 |                                                 |

Bijgewerkt op 28 juni 2017.

## Erelijst
| Competitie          |                   |                   |                   |                   |
| Competitie          | Aantal            | Jaren             |                   |                   |
| Melbourne Victory   | Melbourne Victory | Melbourne Victory | Melbourne Victory | Melbourne Victory |
| ------------------- | ----------------- | ----------------- | ----------------- | ----------------- |
| Kampioen A-League   | 1x                | 2008/09           |                   |                   |
| Borussia Dortmund   |                   |                   |                   |                   |
| Kampioen Bundesliga | 2x                | 2010/11, 2011/12  |                   |                   |
| DFB-Pokal           | 1x                | 2011/12           |                   |                   |
| Duitse supercup     | 1x                | 2013, 2014        |                   |                   |
| Australië           |                   |                   |                   |                   |
| Aziatisch kampioen  | 1x                | 2015              |                   |                   |